# Geleide rotorcompressor

De geleide rotorcompressor draait om de excentrische as, terwijl de centrale rotor pompt.

De geleide rotorcompressor (GRC) is een positief verplaatsende rotatie gascompressor. Het compressievolume wordt bepaald door de trochoïde roterende rotor gemonteerd op een excentrische aandrijfas met een typische 80 tot 85% adiabatische efficiëntie.

## Geschiedenis
De ontwikkeling van de GRC begon in 1990 door het gebruik van onderhoudsgevoelige ventielkleppen en veren tot een minimum te beperken door toepassing van eenvoudige in- en uitlaatpoorten.

## Toepassing
De geleide rotorcompressor is in ontwikkeling als waterstofcompressor voor waterstof-stations en waterstof pijpleidingvervoer.